# Шелига
Шелига також Шалига — вершина арки, верхня лінія склепіння, по якій укладають ряд замкових каменів, так званий ключ склепіння.